# غافر (اسم)
غافر هو اسم علم مذكر من أصل عربي، ومعناه هو الساتر المصلح المسامح.

## شخصيات خيالية تحمل الاسم
- غافروش (1820 – 6 يونيو 1832)

## وصلات خارجية
- موسوعة السلطان قابوس لأسماء العرب نسخة محفوظة 5 أبريل 2019 على موقع واي باك مشين.